# I Won't Forget You
«I Won't Forget You» es una power ballad interpretada por la banda de glam metal estadounidense Poison, Fue lanzado como el cuarto y último sencillo de su álbum debut de estudio Look What the Cat Dragged In (1986). Es la primera power ballad de la banda. Alcanzó el éxito en agosto de 1987 al llegar al #13 del Billboard Hot 100.

## Álbumes
"I Won't Forget You" está disponible en los siguientes álbumes:
- Look What the Cat Dragged In
- Poison's Greatest Hits: 1986-1996
- Best of Ballads & Blues
- The Best of Poison: 20 Years of Rock
- Look What the Cat Dragged In - 20th Anniversary Edition